# Constantí V Coprònim
Constantí V (grec medieval: Κωνσταντῖνος, Konstandinos; juliol del 718 – 14 de setembre del 775), de vegades dit Coprònim, fou emperador romà d'Orient entre el 741 i el 755. Durant el seu regne s'enfortí la posició de l'Imperi Romà d'Orient davant de les amenaces externes. Constantí, un cap militar competent, aprofità l'estat de guerra civil en el qual estava sumit el món musulmà per llançar ofensives d'abast limitat a la frontera amb els àrabs. Una vegada consolidada la frontera oriental, emprengué diverses campanyes contra els búlgars als Balcans. La seva activitat militar i la seva política de repoblar Tràcia amb cristians provinents de la frontera amb els àrabs reforçaren el domini de l'imperi sobre els seus territoris als Balcans. El seu regnat estigué marcat pels conflictes religiosos. El seu fervent suport per la iconoclàstia i la seva oposició al monaquisme li valgueren el descrèdit dels historiadors i autors romans posteriors, que el denigraren amb el sobrenom de «Coprònim».

## Infància i joventut
Constantí, fill i successor de l'emperador Lleó III i la seva muller Maria, nasqué a Constantinoble. L'agost del 720, quan tenia dos anys, fou associat al tron del seu pare com a coemperador. El marc polític de l'Imperi Romà d'Orient permetia que diversos emperadors ocupessin el tron alhora. Malgrat que tots gaudien del mateix rang cerimonial, a la pràctica el poder es concentrava en un de sol. Com que, en principi, el càrrec d'emperador era electiu i no hereditari, era habitual que els emperadors associessin el seu fill o algun altre successor preferit al tron com a coemperador a fi de garantir-ne la successió. Lleó celebrà la coronació del seu fill introduint una nova moneda de plata, el miliarèsion, que tenia una dotzena part del valor d'un nomisma i ben aviat esdevingué part integral de l'economia romana d'Orient. El 726, Lleó promulgà l'Eklogí ton nómon, un nou codi que fou atribuït conjuntament a pare i fill. Constantí fou casat amb Tzitzak, filla de Bihar, gran kan dels khàzars i important aliat dels romans. La seva nova muller fou batejada amb el nom cristià d'Irene el 732. El 18 de juny del 741, el seu pare morí i Constantí es convertí en emperador únic. Tenia una malaltia crònica, possiblement epilèpsia o lepra, que els seus contrincants haurien fet servir per posar en dubte la seva capacitat de governar cap al principi del seu regnat.

## Rebel·lió d'Artabasd (juny 741-novembre 743)
Constantí va succeir al seu pare el 741. Era partidari de l'eliminació d'imatges en el culte, però el seu cunyat, Artabasd, era un fervent defensor de les icones i va aprofitar l'absència de Constantí a la cort per proclamar-se emperador. L'usurpador va ser reconegut pel Papa Zacaries I, al qual també li semblava un sacrilegi destruir les imatges de les esglésies. Això va passar mentre Constantí havia anat a lluitar contra els invasors omeies que havien travessat la frontera oriental dirigits per Hixam ibn Abd-al-Màlik i va atacar la principal base àrab de Melitene.
Artabasd comptava amb el suport de l'exèrcit romà d'Orient de Frígia. Quan a Constantí li va arribar la notícia, va fugir a la Frígia Pacatiana, on va reunir tropes. Mentrestant Artabasd va aconseguir el suport del patrici Teòfanes Monotes i d'Anastasi el patriarca de Constantinoble, que van fer córrer el rumor que Constantí V era mort i Artabasd fou proclamat emperador. Va buscar, sense èxit, el suport dels àrabs i va restaurar el culte amb imatges. Al seu fill Nicèfor el va associar a l'imperi i a l'altre fill Nicetes el va enviar amb un exèrcit a Armènia.
Constantí va rebre suport del poble dels isauris i el 743 va iniciar una campanya que va acabar amb la derrota de l'usurpador en poques setmanes a Sardes (maig del 743); a l'agost del mateix any el seu fill Nicetes fou derrotat a Comòpolis (Bitínia) batalla en la qual va morir Tigranes, un noble armeni cosí d'Artabasd. Aquest darrer va fugir a Constantinoble, on va quedar assetjat. Nicetes fou fet presoner a Nicomèdia. El 2 de novembre del 743 els assetjants dirigits per Constantí V van ocupar la capital i Artabasd, el seu fill Nicèfor, foren fets presoners, cegats i després exiliats i als seus col·laboradors els van tallar les mans i els peus.

## Política religiosa
Constantí va fer treure les imatges de les esglésies que Artabasd havia fet posar durant els tres anys d'usurpació. El patriarca Anastasi fou obligat a fer una volta per hipòdrom muntat en un ase per rebre una humiliació pública, però no va ser destituït. El 746 va envair Síria capturant Germanicea, el 747 una flota romana d'Orient va derrotar una flota àrab davant de Xipre i el 752 Constantí es va aventurar a Armènia i Mesopotàmia, ocupant Teodosiòpolis i Melitene, interpretades Constantí com una prova del renovat favor de Déu reforçant la posició de la iconoclàstia a l'Imperi.
El 754 Constantí va convocar un Concili a Hieria, a la riba asiàtica del Bòsfor (entre Crisòpolis i Calcedònia), que va condemnar l'adoració de les imatges a l'Imperi Romà d'Orient, no tan sols com a idolatria, sinó com una veritable heretgia. Mentre van durar les reunions, Constantí va fer arrestar alguns opositors de la iconoclàstia perquè no poguessin opinar. Al concili també es van condemnar com a errors el monofisisme i el nestorianisme. En canvi, Constantí va escriure algunes obres de caràcter teològic que mostren una tendència monofisita.
Poc després del concili alguns monjos es van rebel·lar contra l'ordre de trencar imatges. Llavors Constantí va anatemitzar Joan Damascè i va enviar a presó el patriarca de Constantinoble, a Esteve (Sant Esteve) i a altres religiosos que s'havien declarat partidaris de l'ús d'imatges en el culte i els va condemnar a mort. En alguns textos eslaus, es diu que Costantí V va alliberar «tots els sants iconòfils» a petició de la seva dona Irene.
Vers el 760 molts monestirs i finques monàstiques que es negaven a seguir els acords del concili van ser confiscats, tancats o convertits en estables, balnearis o casernes. Un dels homes de confiança de l'emperador, l'estrateg de Tràcia Miquel Lacanodracó, imposava als monjos una disjuntiva: o abandonaven la vida monàstica i es casaven, o triaven entre ser cegats i l'exili.

## Actuacions a la capital
El 747 la pesta va assolar Constantinoble, després de la qual Constantí va propiciar el trasllat de ciutadans de Grècia i les illes de la mar Egea per repoblar la capital. Es va encarregar també de restaurar obres públiques, per exemple:
- l'aqüeducte de Valent el 766.
- la basílica de Santa Sofia
- l'església de Santa Irene, que va ser el temple model de la iconoclàstia.

## Reforma de l'exèrcit
L'emperador va introduir algunes millores a l'exèrcit, com la creació d'un cos de cavalleria amb soldats d'elit el 760, anomenat tagma. Es va preocupar també que els soldats professionals tinguessin una bona instrucció.

## Guerres amb els musulmans
Mentre Constantí estava enfeinat recuperant el tron usurpat, el califat islàmic passava per un període de guerres civils, després de les quals (750) la dinastia dels omeies va ser substituïda per la dels abbàssides en la revolució abbàssida. El transferiment de la capital de Damasc (Síria) a Bagdad va fer disminuir la pressió dels àrabs sobre el territori romà d'Orient i això va fer que l'emperador pogués sortir victoriós d'alguna campanya contra ells.
El 746 Constantí va envair Síria septentrional, ocupant Germanicia, la ciutat on havien nascut els seus avantpassats. El 752 va conquerir també Teodosiòpolis i Melitene, a Armènia. Els presoners de guerra foren conduïts a Tràcia per repoblar la regió, despoblant la zona entre l'Imperi Romà d'Orient i el territori dels àrabs creant una «terra de ningú» que impedís a l'enemic tenir una base des d'on sortir a fer eventuals incursions en l'Anatòlia romana d'Orient. També per mar Constantí va sortir reeixit: l'estrateg del tema dels Cibirreotes va derrotar el 747 la flota àrab provinent d'Alexandria en la batalla de Ceramea davant de Xipre i el 752 Constantí es va aventurar a Armènia i Mesopotàmia, ocupant Teodosiòpolis i Melitene, interpretades per Lleó i Constantí com una prova del renovat favor de Déu reforçant la posició de la iconoclàstia a l'Imperi.

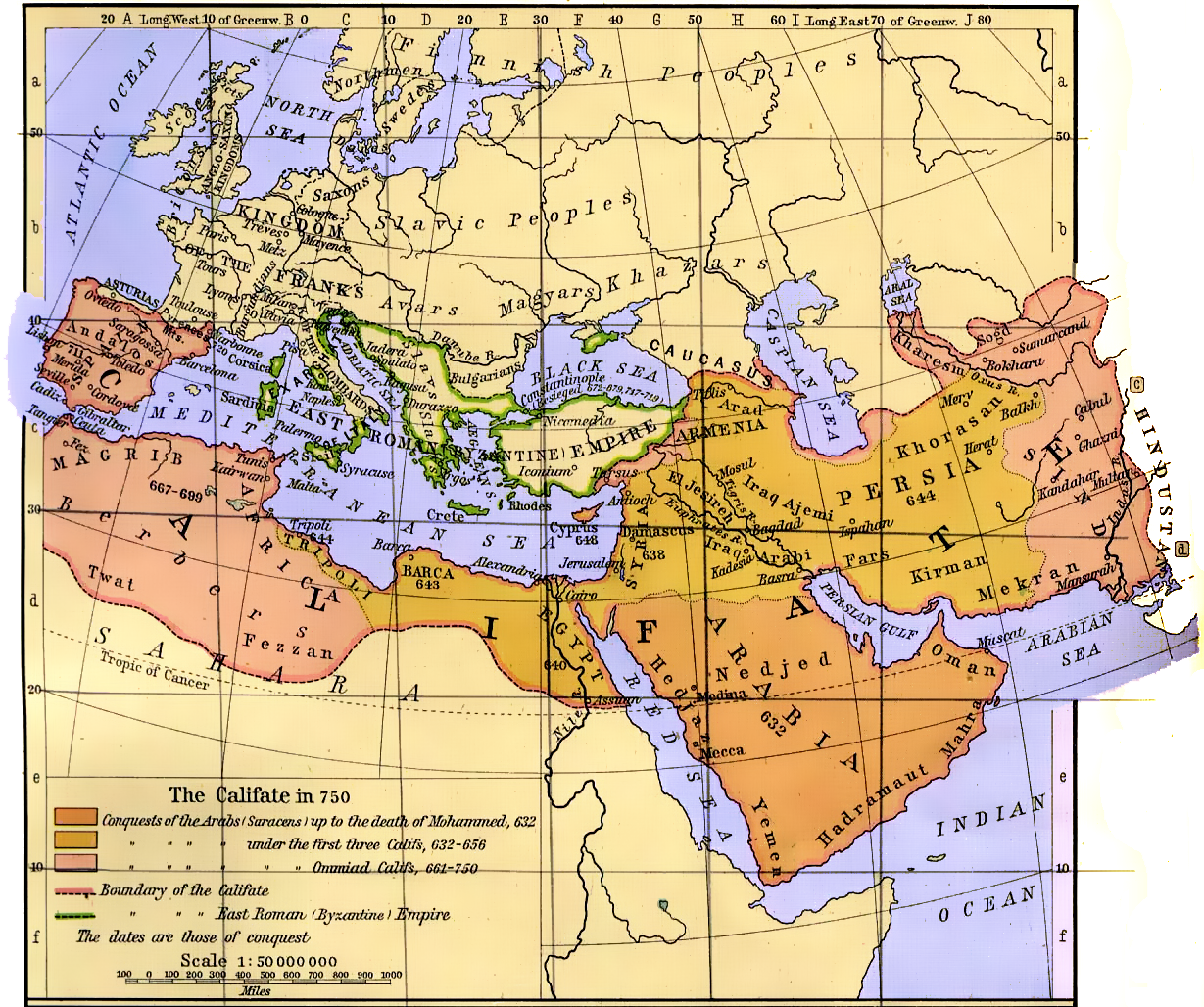
L'Imperi Romà d'Orient el 750, vorejat amb una línia verda.

Aquestes conquestes no foren duradores, les fortaleses van ser aviat reconquerides pels àrabs; però ja es feia evident que l'Imperi Romà d'Orient havia deixat de ser l'agredit a ser l'agressor. El 756 el general àrab Sahil Al-Abbas va aconseguir recuperar les fortaleses perdudes, mentre que el 757 les tropes àrabs encapçalades pel governador Abdal-Walhab van tornar a envair el territori imperial, però quan van penetrar a Capadòcia els va arribar la notícia que Constantí i el seu exèrcit anaven al seu encontre; la por de perdre una batalla contra un adversari que ja en el passat havia demostrat ser temible els va empènyer a retrocedir amb tal rapidesa que no es van entretenir a saquejar cap ciutat. Hi va haver finalment la pau i a canvi de l'alliberament d'alguns presoners els àrabs es van comprometre a no envair més el territori romà d'Orient. En els anys successius hi va haver algunes incursions dels àrabs en territori romà d'Orient però no van comportar pèrdues rellevants, senyal de com la defensa romana d'Orient s'havia enfortit, i el 763 part de l'Armènia àrab fou conquerida pels turcs, aliats amb els romans d'Orient. En els darrers anys del regnat de Constantí, els àrabs van atacar Cilícia intentant recuperar-la i el seu atac va acabar en un punt mort.

## Exarcat de Ravenna
El 751 Eutiqui, exarca de Ravenna, fou expulsat per Aistulf, rei longobard que va unir l'Exarcat al seu regne.
El 755 el franc Pipí va recuperar l'Exarcat i el va cedir al papa. El ducat de Roma encara era dependència romana d'Orient i Constantí V va enviar ambaixadors a Pipí, Aistulf i al papa per demanar la restitució de l'Exarcat. Mentrestant les seves tropes estaven embarcades en la lluita contra els àrabs que assolaven la Pamfília, Cilícia i Isàuria, i els eslaus s'apoderaven de Grècia; a més, els búlgars arribaven prop de Constantinoble.
Després de veure que era impossible reconquerir Ravenna, els dominis romans d'Orient del sud d'Itàlia foren reunits amb els de Sicília i aquestos territoris foren posats sota govern d'un patrici o governador general del tema de Sicília i de les dues parts del govern (illa de Sicília i Calàbria o Sicília Segona) va sorgir el nom de Dues Sicílies.

## Guerra amb els búlgars
Sembla que les guerres amb els búlgars van començar perquè Constantí va decidir construir una línia de fortaleses a la frontera nord-oest i això va xocar amb els plans expansionistes dels seus veïns.
El rei búlgar Pagan fou derrotat el 765 i fou enderrocat per la seva gent.. Constantí va provar de restaurar com a rei a Sabin, però no el van acceptar. El 762 el nou rei Telets, va reprendre l'hostilitat amb l'Imperi Romà d'Orient i va envair Tràcia. L'emperador va respondre a aquesta irrupció conduint en persona un exèrcit cap al territori enemic, que el 30 de juny del 763 va infligir una dura derrota als búlgars a la batalla de l'Aqueloos. Constantí va celebrar la victòria amb una entrada triomfal a Constantinoble i amb jocs i festes a l'hipòdrom. A la mort de Telets Bulgària va caure en l'anarquia, cosa que l'emperador va aprofitar per fer noves expedicions, el 764 i el 765: la primera fou victoriosa i la segona fou un fracàs a causa d'un fort vent que va causar la destrucció de gairebé tota la flota imperial.
L'octubre del 773 Macedònia fou envaïda pels búlgars, sota el rei Telerig, però van poder ser aturats i es va celebrar un altre triomf. El 775 es va organitzar una nova expedició de càstig. Constantí va decidir agafar el comandament però unes llagues a les cames se li van infectar i es va aturar a Arcadiòpolis, i després en un vaixell va anar cap a Selímbria, on va morir de la infecció el 14 de setembre del 775.
Tot i la iconoclàstia, les seves victòries contra els búlgars mai no van ser oblidades: quan, a principis del segle ix, Constantinoble es va trobar de nou sota l'amenaça dels búlgars, els habitants de la ciutat es van reunir al voltant de la tomba de Constantí V implorant, com feien amb els sants, perquè els protegís des de l'altre món.

## Matrimonis i descendència
Es va casar tres vegades: amb Irene, filla del gran kan dels khàzars, que va morir el 750 en donar a llum; amb Maria; i amb Eudòxia Melissè.
Els fills de la primera esposa:
- Lleó IV el Khàzar (750 - 780), el seu successor.

Amb la segona esposa, morta el 751, no va tenir fills.

Amb la tercera esposa va tenir cinc: 
- Cristòfor, que va portar el títol de cèsar des del 769, va instigar contra el seu germà i fou exiliat el 780.
- Nicèfor (756/758 - mort després del 812), fou cegat i exiliat a l'illa Avşa, per participar en complots contra l'hereu legítim de la corona.
- Nicetes, exiliat el 780.
- Eudoci, va córrer la mateixa sort que el germà Nicetes.
- Antemeu, va córrer la mateixa sort que Nicetes i Eudoci.
- Antusa (757-801), es va fer monja i és considerada santa.[35]

## Obres escrites
Constantí va escriure alguns llibres de caràcter teològic. Abans del concili circulava la seva obra Noυθεσία γεροντος περί τών άγίων είκόνων (‘Nova tesi sobre les sagrades icones’); que consta de tres parts: la primera tracta sobre una profecia ex eventu que data probablement d'abans del 741, encara que el contingut és clar que l'autor ha d'haver estat al corrent de la persecució de Constantí V contra els monjos que van tenir lloc entre el 760 i el 770; la segona és un diàleg entre un iconòfil anomenat Jordi i un iconoclasta anomenat Cosmas, que és el xoc entre els adoradors d'imatges i els destructors; la tercera és el monòleg d'un sant iconòfil. El diàleg entre Jordi i Cosmas conté diverses inexactituds, i es creu que l'autor no és Constantí sinó que es va afegir després per desacreditar l'emperador i la iconoclàstia.
L'únic escrit atribuïble a Constantí V, redactat abans del concili és Πεύσεις ('Les qüestions'). Aquesta obra conté el pensament teològic de Constantí i fou proposat per l'emperador als bisbes com a tema de debat durant el Concili del 754, esperant que el ratifiquessin. Segons l'escrit, els adoradors d'imatges pecaven d'heretgia perquè venerant la imatge de Crist només tenien en compte la seva natura humana, el mateix error dels nestorians i perquè les dues natures de Crist no poden ser representades juntes en una sola imatge, per tant calia destruir les imatges sagrades.

## Llegat
També rebé els sobrenoms «Ungit amb orina» (en grec Οὐραλύφιος Ouralýphios; en llatí Uralyphius)  i «l'Eqüestre» (en grec Καβαλλινος Kaballinos; en llatí Caballinus), fent referència als excrements dels cavalls.